# Macrostylophora idonea
Macrostylophora idonea är en loppart som först beskrevs av Rothschild 1919.  Macrostylophora idonea ingår i släktet Macrostylophora och familjen fågelloppor. Inga underarter finns listade i Catalogue of Life.